# Ceratogaulus
Ceratogaulus és un gènere de rosegadors extint de la família de rosegadors fossorials dels milagàulids. Són els únics rosegadors coneguts amb banyes i els mamífers banyuts més petits coneguts. Es creu que visqué entre el Miocè superior i el Plistocè inferior. Se'n coneixen cinc espècies diferents, totes originàries de Nord-amèrica.